# Hipatia (piedra)
Hipatia es una piedra pequeña, se cree que es el primer espécimen conocido de un núcleo de cometa.

## Descubrimiento

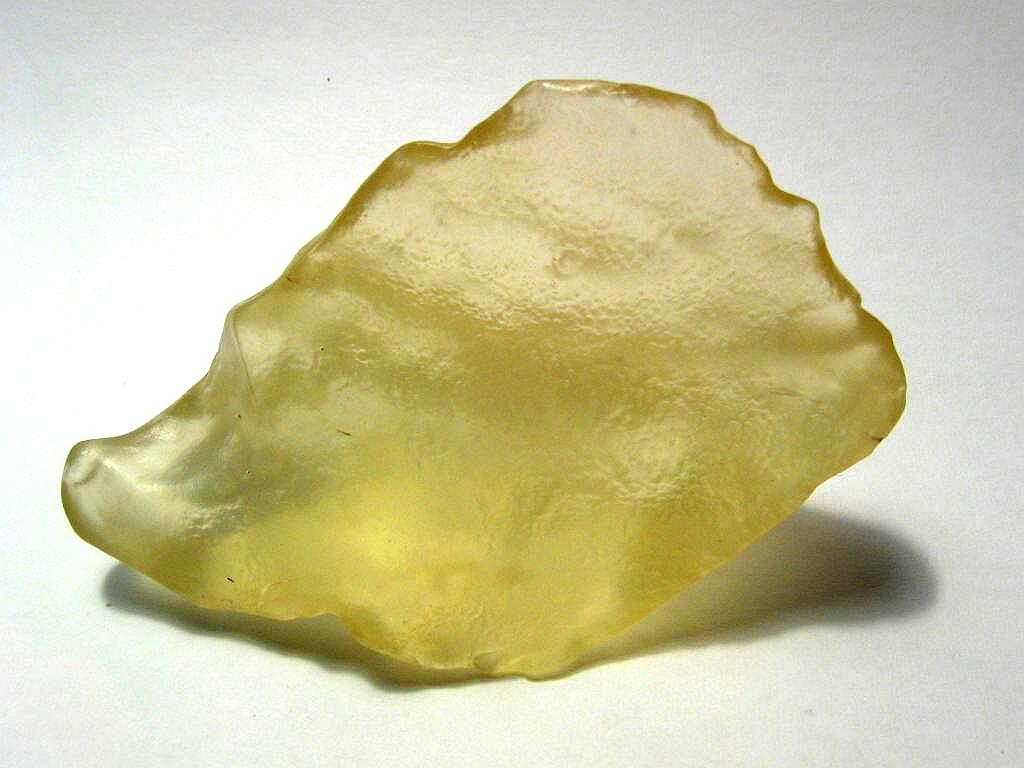
Vidrio del desierto de Libia

Hipatia fue descubierta en diciembre de 1996 por Aly A. Barakat en las coordenadas  25°20′N 25°30′E / 25.333, 25.500, en la misma zona donde se encuentra el desierto de vidrio de Libia.

## Nombre
La roca lleva el nombre de Hipatia de Alejandría (c. 350–370 dC - 415 dC): destacada filósofa, astrónoma, matemática, e inventora.

## Análisis
Las pruebas realizadas en Sudáfrica muestran que Hipatia contiene diamantes microscópicos y que es de origen extraterrestre. Se cree que fue parte del cuerpo cuyo impacto causó la creación de cristales del desierto de Libia.  Probablemente cayó a la Tierra hace unos 28 millones de años. Tiene una composición química muy inusual y partes de ella podrían ser más antiguas que el sistema solar. 
En 2018, Georgy Belyanin, de la Universidad de Johannesburgo, y sus colegas encontraron compuestos que incluyen hidrocarburos poliaromáticos y carburo de silicio asociados con un compuesto de fosfuro de níquel no encontrado en el sistema solar anteriormente. Otros hechos que apoyan el origen de la piedra en el otro mundo incluyen proporciones de silicio a carbono opuestas a las de la Tierra, Marte o Venus, pero consistentes con el polvo interestelar.